# Охочанська волость
Охочанська волость — адміністративно-територіальна одиниця Зміївського повіту Харківської губернії.
На 1862 рік до складу волості входили:
- слобода Охоче;
- слобода Ленівка;

Найбільші поселення волості станом на 1914 рік:
- слобода Охоче — 6492 мешканців.
- слобода Ленівка — 6347 мешканців.

Старшиною волості був Головін Семен Тимофійович, волосним писарем — Кашпур Андрій Семенович, головою волосного суду — Шатохін Михайло Гаврилович.